# People United Means Action

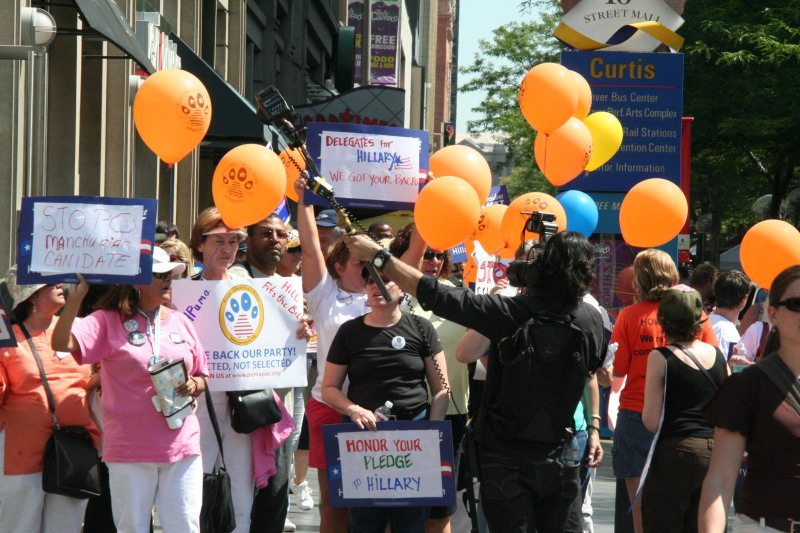
Protesta de PUMA en la Convención Nacional Demócrata de 2008

"People United Means Action" ("Personas unidas significa acción") o PUMA fue un comité de acción política en Estados Unidos que expresó su rechazo hacia la dirigencia del Partido Demócrata y la candidatura presidencial del senador Barack Obama en las elecciones de 2008.Este grupo nació impulsado por simpatizantes de la senadora Hillary Rodham Clinton, quien fue rival de Obama en las primarias, y que consideraban que ella debía haber sido la nominada del partido.De acuerdo con el propio grupo, su protesta se centraba en el rechazo a un proceso electoral que, según ellos, favoreció a un candidato impuesto por la cúpula del partido en lugar de reflejar la voluntad de los votantes.
El 11 de mayo de 2011, el PAC PUMA perdió su reconocimiento oficial como comité de acción política debido a que no cumplió con las obligaciones de presentación de informes requeridas.

## Organización

### Origen
El PAC PUMA se inscribió como un comité de acción política independiente ante la Comisión Federal de Elecciones y se constituyó como una Organización 527 ante el Servicio de Impuestos Internos en junio de 2008.Según sus fundadores, el grupo surgió a partir de intercambios en línea entre simpatizantes de Hillary Clinton en un blog a favor de su candidatura, llamado The Confluence. Este blog fue creado por "Riverdaughter", una bioquímica de Nueva Jersey y antigua seguidora de John Edwards, quien había sido recientemente expulsada de un blog liberal afín a Obama.No obstante, se sabe que el dominio del sitio ClintonsForMcCain.com fue registrado por el Comité Nacional Republicano el 15 de mayo de 2008, es decir, antes de que Clinton pronunciara su discurso de concesión.
PUMA también se integró a una alianza de activistas en línea con metas similares, conocida como la coalición JustSayNoDeal.Inicialmente, el acrónimo PUMA significaba “Party Unity My Ass” (Unidad del partido, mi trasero), aunque oficialmente se registró bajo el nombre “People United Means Action” (Personas unidas significa acción), dándole un giro más formal.Según su directora ejecutiva, Darragh Murphy, el PAC de PUMA llegó a reunir a más de 10,000 miembros, y su sitio web oficial acumuló más de un millón de visitas entre junio y agosto de 2008.Por su parte, Dianne Mantouvalos, fundadora de la coalición JustSayNoDeal, señaló que esta agrupación incluía a más de 100 organizaciones y afirmaba representar a más del 10 % de los 18 millones de votantes que apoyaron a Clinton en las primarias.
Will Bower, quien actuó como portavoz tanto de PUMA como de la coalición JustSayNoDeal, expresó muchas de las críticas que el grupo tenía hacia el Partido Demócrata por su actuación durante las primarias presidenciales de 2008. Según PUMA, la dirigencia del partido impuso a Obama de manera antidemocrática, ignorando la voluntad de los votantes demócratas.Además, el grupo sostuvo que Obama fue beneficiado de forma injusta por la resolución del Comité de Reglas y Reglamentos respecto a la distribución de delegados en Florida y Michigan.
Integrantes de PUMA denunciaron que Hillary Clinton fue blanco de actitudes sexistas y misóginas por parte de los medios durante las primarias, y expresaron su frustración por la falta de acción o respuesta contundente por parte de los líderes del Partido Demócrata.Aunque tras las primarias no dirigió críticas directas a Obama, el entonces presidente del Comité Nacional Demócrata, Howard Dean, sí cuestionó el trato de la prensa hacia Clinton. En respuesta a las quejas de lo que describió como "un grupo representativo de mujeres, que incluía desde votantes comunes hasta figuras políticas influyentes y ejecutivas", Dean reconoció que los medios abordaron la campaña de la senadora de manera marcadamente sexista.
Varios medios y comentaristas en línea emplearon el término PUMA de forma general para referirse a cualquier votante que, habiendo apoyado a Clinton en las primarias, se opusiera a la nominación de Obama o al liderazgo del Partido Demócrata, sin importar si realmente formaban parte del PAC.

### Acción política
Las protestas impulsadas por PUMA durante las elecciones de 2008 tomaron distintas formas, entre ellas promover una campaña de voto por escrito a favor de Hillary Clinton en las elecciones generales, optar por no votar por ningún candidato presidencial o respaldar a otras figuras, como el senador republicano John McCain, rival de Obama.Algunos de sus miembros esperaban que un número suficiente de superdelegados cambiara de postura y le concediera a Clinton la nominación durante la Convención Nacional Demócrata de agosto.También se manifestaron otros objetivos, como favorecer la derrota de Obama en los comicios generales para allanar el camino a una futura candidatura de Clinton en 2012, o incluso que ella se presentara como candidata independiente.Se ha señalado que internet fue una herramienta clave en la organización del movimiento, ya que muchos simpatizantes de PUMA se apoyaban en la blogosfera para coordinarse, difundir sus mensajes y mantener la comunicación de forma viral.
PUMA defendió la realización de una convención abierta en la que se incluyera oficialmente la candidatura de Hillary Clinton, permitiendo que sus delegados emitieran sus votos a su favor.En esa línea, el grupo aliado The Denver Group lideró una campaña publicitaria en los medios solicitando una convención transparente, con la inclusión del nombre de Clinton en la lista de nominados, la posibilidad de pronunciar discursos de respaldo y una votación registrada.Esta campaña destacó la importancia histórica del evento de 2008, haciendo un llamado tanto al presidente del Comité Nacional Demócrata, Howard Dean, como a la presidenta de la Cámara de Representantes, Nancy Pelosi, para que garantizaran un proceso democrático justo y transparente, y evitaran que la convención se convirtiera en una simple formalidad para proclamar a un candidato.
Integrantes del PAC estuvieron entre los diversos colectivos que se manifestaron en contra de la Convención Nacional Demócrata de 2008.

## Organizadores, cofundadores y movimientos asociados
Darragh Murphy, quien fundó y dirigió el PAC PUMA desde junio de 2008,explicó que la meta inicial de su sitio web era enviar un mensaje claro a la dirigencia del Partido Demócrata: que millones de personas no respaldarían a Obama porque consideraban que el proceso de nominación había sido profundamente injusto y parcial. Un periodista que la entrevistó señaló que Murphy creía que la única forma de salvar al Partido Demócrata en ese momento era derribarlo, lo cual implicaba que Obama debía perder y sus seguidores ser expulsados.Sin embargo, la propia Murphy describía los objetivos del PAC PUMA no como un intento de abandonar el partido, sino de recuperarlo y promover una verdadera unidad interna. Añadió que muchos votantes seguían muy inconformes y que el movimiento continuaría activo incluso después de las elecciones del 5 de noviembre.
Diane Mantouvalos, también fundadora del sitio HireHeels.com —plataforma dedicada a fomentar la participación política femenina—, creó junto a Peter Boykin (quien ideó el nombre del dominio), Will Bower, Cristi Adkins, Amy Goldman, Anne Franklin, Robin Carlson y Thuc Nguyen el sitio Just Say No Deal.com, luego de que Hillary Clinton suspendiera oficialmente su campaña presidencial. Esta iniciativa se convirtió en una coalición de distintos grupos, entre ellos PUMA, unidos por su rechazo a la nominación de Barack Obama.
Algunos seguidores de Hillary Clinton, como Christi Adkins, Anne Franklin y Peter Boykin, lanzaron el sitio Clintons4McCain.com. Este grupo manifestó su intención de votar por John McCain en las elecciones de noviembre de 2008, considerando que sería un presidente aceptable.Adkins y Franklin fueron entrevistadas varias veces —entre ellas en Third Rail Radio y en Fox News— para hablar sobre los objetivos de PUMA. Además, figuras como Adkins, Will Bower y otros miembros del movimiento aparecieron en The Daily Show with Jon Stewartdurante el desarrollo de la convención demócrata.

## Críticas
PUMA recibió críticas por respaldar a los republicanos John McCain y Sarah Palin, dado el contraste ideológico significativo entre ellos y Hillary Clinton. Esta postura llevó a que algunos acusaran al grupo de actuar por resentimiento o incluso por motivos raciales, más que por un compromiso genuino con las propuestas políticas que defendía Clinton, ya que una victoria de McCain difícilmente favorecería su agenda.
Algunos miembros del Partido Demócrata señalaron que las acciones y metas de PUMA iban en contra de lo que Hillary Clinton había expresado públicamente, lo cual restaba legitimidad al movimiento.En una entrevista en el programa Situation Room de CNN, Clinton afirmó: "Haré todo lo posible para asegurarme de que quienes me apoyaron... entiendan el grave error que sería no votar por el senador Obama".Ante esto, desde PUMA se argumentó que su respaldo a Obama no era auténtico, sino una estrategia para mantener su posición dentro del partido. Por su parte, una integrante del comité estatal demócrata que apoyaba a Clinton expresó su frustración con el grupo diciendo: “Ya basta de PUMA”. Añadió, "No es que sea '¡Ra, ra, Obama!'. No. Pero él era nuestro candidato..."
Patti Higgins, presidenta del Partido Demócrata de Alaska, escribió a un simpatizante de PUMA: “Incluir el nombre de la senadora Clinton en la lista sin los votos necesarios solo la avergonzaría, haría perder el tiempo y haría que la gente se angustiara por nada. Me cuesta creer que esta organización no fuera una operación encubierta de McCain”.El 14 de agosto de 2008, Clinton y Obama emitieron un comunicado conjunto indicando que el nombre de Clinton se sometería a la nominación y se haría una votación nominal.Clinton había declarado previamente en un evento de recaudación de fondos: “Creo que saldremos fortalecidos si la gente siente que su voz es escuchada y sus opiniones respetadas. Creo que eso fue fundamental para que saliéramos unidos”.
Amanda Marcotte acusó a PUMA de ser una fachada de apoyo a John McCain, mencionando que Darragh Murphy había contribuido a su campaña en febrero de 2000.Murphy respondió que su donación buscaba impedir la nominación de George W. Bush y aseguró haber votado por Al Gore en las elecciones generales, aunque sin donar a su campaña. También afirmó haberse sentido devastada cuando Bush ganó.Según Fundrace 2008 de The Huffington Post, Murphy donó 850 dólares a la campaña presidencial de Hillary Clinton hasta el tercer trimestre de 2008, y los registros de la FEC indican una donación adicional de 200 dólares al PAC WomenCount en junio de 2008.Bower rechazó las acusaciones de Marcotte y otros críticos, afirmando: «La gente ha intentado presentar esto como un caballo de Troya, como si yo fuera republicano, como si esta fuera una estrategia republicana... No, no es así en absoluto. Desde perrero hasta presidente, he votado demócrata».
La representante de Florida, Debbie Wasserman Schultz, quien respaldó a Clinton durante las primarias, expresó comprensión por quienes compartían el sentimiento de PUMA, pero sostuvo que en temas clave como los derechos reproductivos y la economía, Obama era la única opción viable. Consideraba que permitir una victoria de McCain por omisión sería más perjudicial que la ausencia de Clinton en la candidatura.Por su parte, la presidenta de la Cámara de Representantes, Nancy Pelosi, calificó de “poco corteses” a los simpatizantes de PUMA y otros seguidores de Clinton que se negaban a respaldar a Obama tras la nominación.
James Roosevelt, copresidente del Comité de Reglas y Estatutos del Comité Nacional Demócrata, rechazó las acusaciones de parcialidad en la resolución sobre los delegados de Michigan y Florida. Afirmó que las reglas del partido fueron respetadas e interpretadas con imparcialidad. También señaló que, aunque se habían planteado denuncias de irregularidades en los caucus de Texas, solo se había presentado una queja formal ante un delegado.
Tras la derrota de McCain en las elecciones de 2008, algunos analistas cuestionaron el impacto real de PUMA, argumentando que sus cifras habían sido exageradas. Señalaron encuestas a boca de urna que mostraban que Obama recibió más del 90 % del voto demócrata. No obstante, estudios posteriores indicaron que entre el 24 % y el 25 % de quienes apoyaron a Clinton en las primarias optaron por votar a McCain en noviembre.
Entre los blogs críticos de PUMA, el sitio StupidPumas! publicó copias de cartas oficiales enviadas por la Comisión Federal de Elecciones al PAC PUMA, en las que se exigía la entrega de informes financieros que estaban pendientes desde hacía tiempo.

## Película de PUMA
En 2009, los cineastas Brad Mays y Lorenda Starfelt estrenaron el documental político The Audacity of Democracy,centrado en la contienda por la nominación presidencial demócrata de 2008, con especial atención al movimiento PUMA. Filmado entre junio y septiembre de ese año, el proyecto incluyó entrevistas y cobertura en ciudades como Los Ángeles, Princeton, Dallas, Austin, Washington D. C., Chicago, Nueva York y durante la Convención Nacional Demócrata en Denver. Mays fue criticado por simpatizantes de Obama, quienes señalaron un posible conflicto de intereses, ya que la producción fue financiada por el PAC PUMA . El director reconoció las inquietudes, pero sostuvo que su objetivo era ofrecer un relato honesto y directo de lo que presenció durante las primarias.Una semana antes de la convención, el equipo de cámara de Mays fue robado en su camino a Chicago; aunque fue reemplazado en parte, esto afectó la cobertura prevista en esa ciudad. Más adelante, cuando Mays decidió entrevistar al periodista Tommy Christopher,un crítico del movimiento, varias figuras de PUMA se distanciaron públicamente del documental.
En entrevistas posteriores concedidas a programas de Blog-Radio, Brad Mays manifestó su profunda insatisfacción con el resultado final del documental. Señaló que no se le permitió completar el rodaje según lo previsto inicialmente, lo que limitó su visión del proyecto. Además, afirmó que varios miembros de PUMA que habían cambiado su apoyo de Clinton a McCain expresaron su molestia por cómo sus nuevas posturas republicanas fueron retratadas en la película.